# الأزمة المالية الروسية (2014-2016)
حدثت الأزمة المالية في روسيا في الفترة 2014-2015 نتيجة الهبوط الحاد في قيمة الروبل الروسي منذ النصف الثاني من عام 2014. أسفر تدهور الثقة في الاقتصاد الروسي إلى بيع المستثمرين أصولهم الروسية، ما أدى إلى انخفاض قيمة الروبل الروسي وأثار المخاوف من حدوث أزمة مالية روسية. يُعزى انعدام الثقة في الاقتصاد الروسي لسببين رئيسيين على الأقل. الأول هو انخفاض سعر النفط في عام 2014، إذ انخفض سعر النفط الخام، وهو أحد صادرات روسيا الرئيسية، بنحو 50% بين ارتفاعه السنوي في يونيو 2014 و16 ديسمبر 2014. السبب الثاني هو العقوبات الاقتصادية الدولية المفروضة على روسيا بعد ضم روسيا شبه جزيرة القرم إليها والتدخل العسكري الروسي في أوكرانيا.
كان للأزمة تداعيات على الاقتصاد الروسي والمستهلكين والشركات والأسواق المالية الإقليمية، فضلًا عن طموحات بوتين المتعلقة بالاتحاد الاقتصادي الأوراسي. شهدت أسواق الأوراق المالية الروسية خاصة تدهورًا كبيرًا، مع انخفاض مؤشر آر تي إس بنسبة 30% من مطلع ديسمبر وحتى 16 ديسمبر 2014.
أثناء الأزمة المالية، سيطرت الدولة على ملكية الاقتصاد، مع امتلاك الحكومة 60% من الأصول الإنتاجية. بحلول عام 2016، انتعش الاقتصاد الروسي مع نمو الناتج المحلي بنسبة 0.3 % وخرج رسميًا من مرحلة الركود. في يناير 2017، بلغت احتياطيات روسيا من العملات الأجنبية نحو 391 مليار دولار، أي بمعدل تضخم قدره 5.0% وسعر فائدة قدره 10.0%.

## الأسباب

### العقوبات الاقتصادية
فرضت العديد من الدول عقوبات اقتصادية على روسيا جراء تدخلها العسكري في أوكرانيا في مطلع عام 2014 وضمها شبه جزيرة القرم ومساعدتها للانفصاليين الذين يقاتلون في أوكرانيا أثناء الحرب في دونباس. لم تكن المساعدات الدولية لروسيا متوقعة على الرغم من حدوث الأزمة المالية.
أدى فرض العقوبات الاقتصادية إلى انخفاض قيمة الروبل بسبب منع بعض شركات النفط الروسية من إعادة تمويل ديونها، ما أرغمها على صرف الروبل بالدولار الأمريكي أو بعملات أجنبية أخرى في السوق المفتوحة للوفاء بالتزاماتها ودفع الفوائد المترتبة على ديونها الحالية.
كان تأثير العقوبات الغربية على الاقتصاد الروسي محدودًا عن قصد، لأنها لم تؤثر إلا على عدد محدود من الأفراد والشركات. أدت العقوبات ضد روسيا إلى انخفاض واردات الأغذية إليها، ما أسفر عن زيادة التضخم وأسعار الأغذية. نتيجة لذلك، انخفض متوسط الدخل وزاد عدد الأشخاص الذين يعيشون تحت خط الفقر.

### انخفاض أسعار النفط
يعتمد أغلب الاقتصاد الروسي على صادرات النفط الخام. في فبراير 2014 بدأت أسعار النفط الخام في الانخفاض بسبب نمو قطاع إنتاج النفط الصخري الأمريكي. خسر الاقتصاد الروسي مليارات الدولارات مقابل أي انخفاض قدره دولار واحد في أسعار النفط الخام. انخفض سعر النفط من 100 دولار للبرميل في يونيو 2014 إلى 60 دولار للبرميل في ديسمبر 2014. كان السبب في انخفاض أسعار النفط نتيجة انخفاض الطلب على النفط في جميع أنحاء العالم، فضلًا عن زيادة إنتاج النفط في الولايات المتحدة. تأذت روسيا بشدة جراء انخفاض أسعار النفط، إذ إن بيع النفط والغاز يشكل مصدر نحو نصف الإيرادات الحكومية للاتحاد الروسي. عانى الاقتصاد الروسي من المرض الهولندي، وهو مصطلح يستخدمه خبراء الاقتصاد لوصف حالة يركز فيها بلد ما على تنمية موارده الطبيعية على حساب نشاط اقتصادي آخر. في عام 2014، كانت روسيا بحاجة أن يكون سعر النفط 100 دولار للبرميل الواحد من أجل ميزانية متوازنة. مع انخفاض سعر النفط، استمرت روسيا في بيع نفطها بالقدرة التشغيلية، ولم تتمكن من زيادة إنتاج النفط بشكل كبير للتعويض عن انخفاض السعر، وبالتالي، أصبح دخل الحكومة قليلًا جدًا بسبب انخفاض الربح من بيع النفط. لم تتأثر روسيا وحدها بالآثار السيئة المترتبة على انخفاض أسعار النفط، نظرًا لأن العديد من البلدان الأخرى، بما في ذلك فنزويلا ونيجيريا وكازاخستان، واجهت كذلك انخفاضًا في الإيرادات والنشاط الاقتصادي.
في أغسطس 2015، انخفضت أسعار النفط إلى 37 دولارًا للبرميل، ثم ارتفعت إلى أكثر من 45 دولارًا من في 28 أغسطس. من نوفمبر 2016، بدأت أسعار النفط بالارتفاع وكذلك الروبل مع خفض منظمة أوبك إنتاجها.

### أسباب أخرى محتملة
اتهم المنتقدون الرئيس الروسي فلاديمير بوتين بتسيير نظام الحكم الذاتي، والذي يستنزف فيه عدد قليل من البلوتوقراطيين الساعين وراء الريع الاقتصاد. في عام 2014، صنفت مجلة ذي إيكونوميست روسيا في المرتبة الثانية عالميًا على مؤشر الرأسمالية المحسوبية. اتهم بوتين الدول الغربية بهندسة الأزمة الاقتصادية الروسية والتخطيط لها. صرح كذلك: «لم يتوقف شركاؤنا (الغربيون) عن ذلك. قرروا أنهم فائزون، ونصبوا أنفسهم أباطرة والبقية أتباع لهم يجب أن يُساقوا إلى الاندثار».
كانت روسيا بالفعل على مقربة من حدوث الركود قبل أزمة القرم، وتحتل روسيا مرتبة منخفضة في ترتيب المنتدى الاقتصادي العالمي لنوعية الطرق والتكيف التكنولوجي وعبء التنظيم الحكومي. جعل اقتصاد روسيا الضعيف منها أقل قدرة على تحمل التحديات التي يفرضها انخفاض أسعار النفط والعقوبات الدولية. أُلقي اللوم على «استجابة البنك المركزي الروسي غير المنتظمة» لهبوط قيمة الروبل والتي ساهمت في تفاقم الأزمة.

## السياسة المالية الروسية

### هبوط قيمة الروبل الروسي
منذ فترة الركود الاقتصادي في عام 2008، انخفضت عائدات سندات خزينة الولايات المتحدة وغيرها من الأصول ذات المخاطر المنخفضة بسبب مصيدة السيولة، وكذلك بسبب التدابير التحفيزية غير التقليدية التي تتخذها المصارف المركزية، مثل قانون سياسة معدل الفائدة الصفري والتيسير الكمي. أسفر ذلك عن تحول أنماط المستثمرين إلى ما يعرف باسم «الوصول إلى العائد» مع ديون الأسواق الناشئة: يشتري مستثمرو الاقتصاد المتقدم ديون الأسواق الناشئة بسبب سعيهم إلى الحصول على قدر أعظم من الفائدة على ما يمتلكونه من الديون. أدى هذا إلى زيادة الشركات الروسية إصدار الديون بالعملة الأجنبية، وبلغت قيمة الديون المسماة بالعملة الأجنبية 502 مليار دولار في يونيو 2014، بعد أن كانت قيمتها 325 مليار دولار في نهاية عام 2007.
أدى الهبوط الأخير في قيمة الروبل الروسي إلى زيادة التكاليف التي تتكبدها الشركات الروسية لتسديد مدفوعات الفائدة المترتبة على الديون الصادرة بالدولار الأميركي أو عملات أجنبية أخرى انتعشت مقابل الروبل الروسي، وبالتالي أصبح تسديد ديون الشركات الروسية بالدولار أو بالعملات الأجنبية الأخرى يكلف الشركات الروسية أكثر من إيراداتها بالروبل. اعتبارًا من مارس 2016، جرى تخفيض قيمة الروبل بنسبة تجاوزت 50 % منذ يوليو 2014.

### تدخل البنك المركزي
في 15 ديسمبر 2014، امتلكت روسيا احتياطيات من العملات الأجنبية بقيمة 400 مليار دولار أميركي تقريبًا، وهو سادس أعلى مجموع على الصعيد العالمي، ويمنح روسيا القدرة على دعم الروبل. في 15 ديسمبر، أنفق البنك المركزي الروسي نحو ملياري دولار في محاولة تعزيز قيمة الروبل المنخفضة.
قبل الساعة الواحدة صباحًا بالتوقيت المحلي في 16 ديسمبر 2014، رفع البنك المركزي سعر الفائدة الرئيسي من 10.5% إلى 17% في محاولة لإبطاء انخفاض قيمة الروبل أو وقفها. كانت تلك الزيادة السادسة التي يجريها البنك المركزي على أسعار الفائدة خلال عام 2014.
في 22 ديسمبر، أقرض البنك المركزي 530 مليون دولار للبنك الاستئماني، الذي كان أول بنك يقبل المعونة الحكومية أثناء الأزمة.
في 12 يناير 2015، أفادت إنترفاكس، وهي وكالة أنباء روسية، أن بيانات البنك المركزي لعام 2014 عن التدخلات النقدية الصافية بلغت 76.13 مليار دولار و5,410 مليون يورو، بما في ذلك 11.9 مليار دولار في ديسمبر 2014.